# Miantonomo

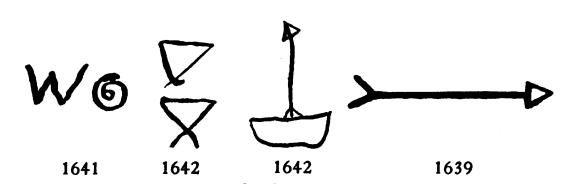
Značky Miantonoma z několika různých smluv a listin

Miantonomo (cca 1600–1643) psáno též Miantonomi, Miantonomoh, Meantunomoh, Miantanomi aj. byl náčelníkem (sachemem) severoamerického indiánského kmene Narragansettů. Do historie se zapsal svým ambivalentním postojem k evropským kolonizátorům, když nejprve jejich pronikání podporoval a snažil se využít jejich spojenectví ve prospěch obchodního a mocenského vzestupu svého kmene, ale postupně si zřejmě uvědomil nebezpečí, jež Evropané představují a je pravděpodobné, že začal připravovat velké indiánské povstání proti bělochům. Jeho osudem se však stal mohegánský náčelník Uncas, který měl hlavní podíl na jeho smrti a neuskutečněných plánech.

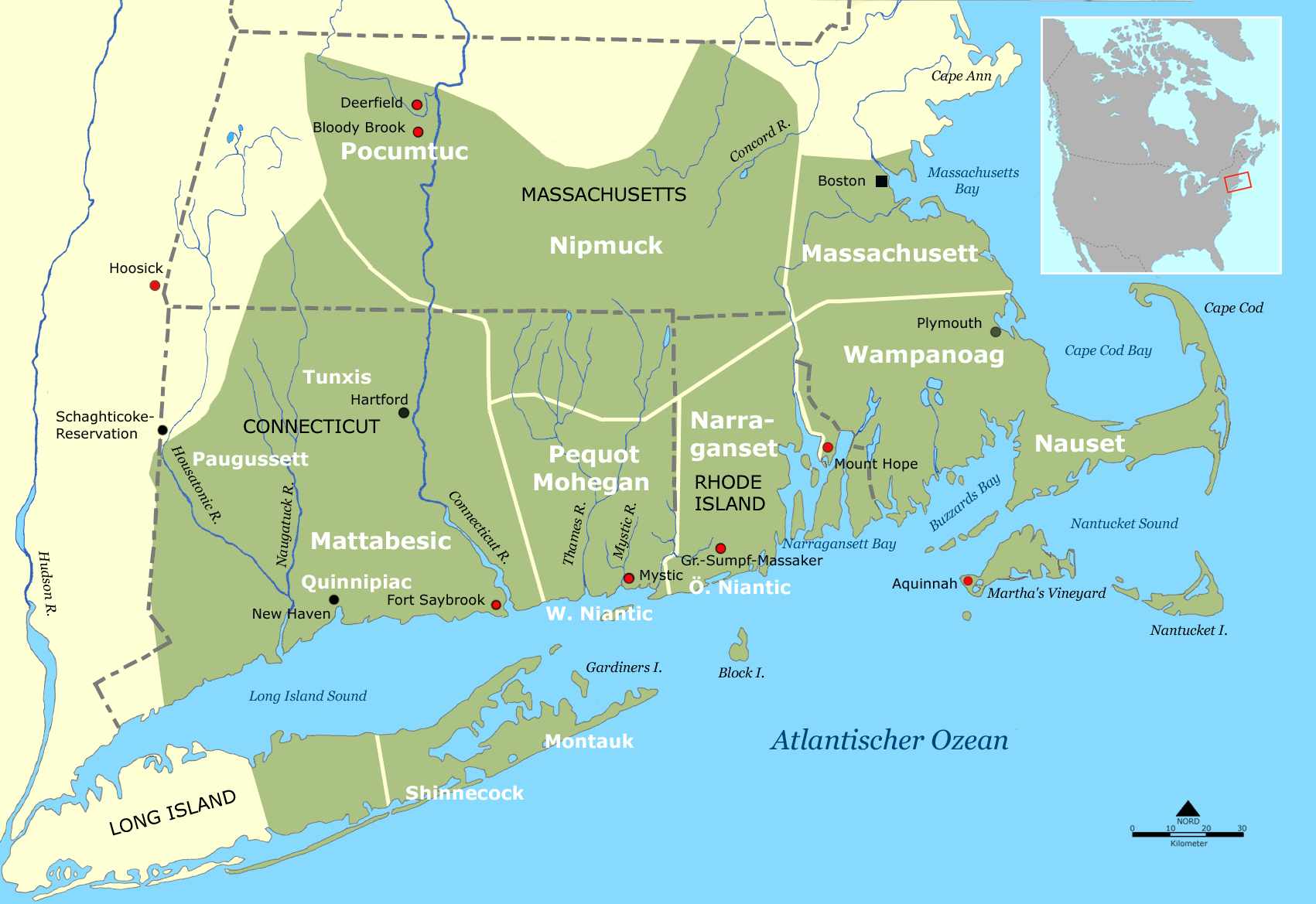
Hlavní novoanglické indiánské kmeny v 17. století

## Narragansettové
Narragansettové sídlili v Nové Anglii, v oblasti dnešního státu Rhode Island a měli ze všech novoanglických Indiánů nejpočetnější populaci čítající 20 000 - 30 000 lidí. Neměli pověst nelítostných bojovníků jako například jejich obchodní partneři a občasní spojenci Mohawkové či jejich rivalové Pequotové, ale jejich moc spočívala spíše na organizovanosti, obchodních schopnostech a řemeslné zručnosti. Zásadní skutečností bylo, že měli přístup k mělčinám, na nichž žily jisté druhy mlžů, z jejichž schránek se vyráběly tzv. wampumy. Těch si cenili domorodci celého severovýchodu Severní Ameriky a používali je jako důležitý ceremoniální předmět. Narragansettové dodávali wampumy mnoha etnikům včetně členům mocného kmenového svazu Irokézů, především Mohavkům. Jako prakticky všichni lesní Indiáni nebyli ani Narragansettové striktně rovnostářskou společností. I zde existovala vládnoucí vrstva, jež měla mírně nadstandardní postavení. Právě z vládnoucího rodu Miantonomo pocházel. Funkce náčelníků měla mezi místními domorodci jakýsi „polodědický“ charakter, což znamená, že pokud měl muž z náčelnického rodu alespoň průměrné schopnosti, obvykle svou funkci zastával až do smrti. Narragansettové patřili mezi kmeny s relativně centralizovanou náčelnickou mocí. V čele kmene stáli dva tzv. „velcí sachemové“. Kmen byl nicméně rozdělen na několik menších komunit, každá komunita měla své náčelníky.

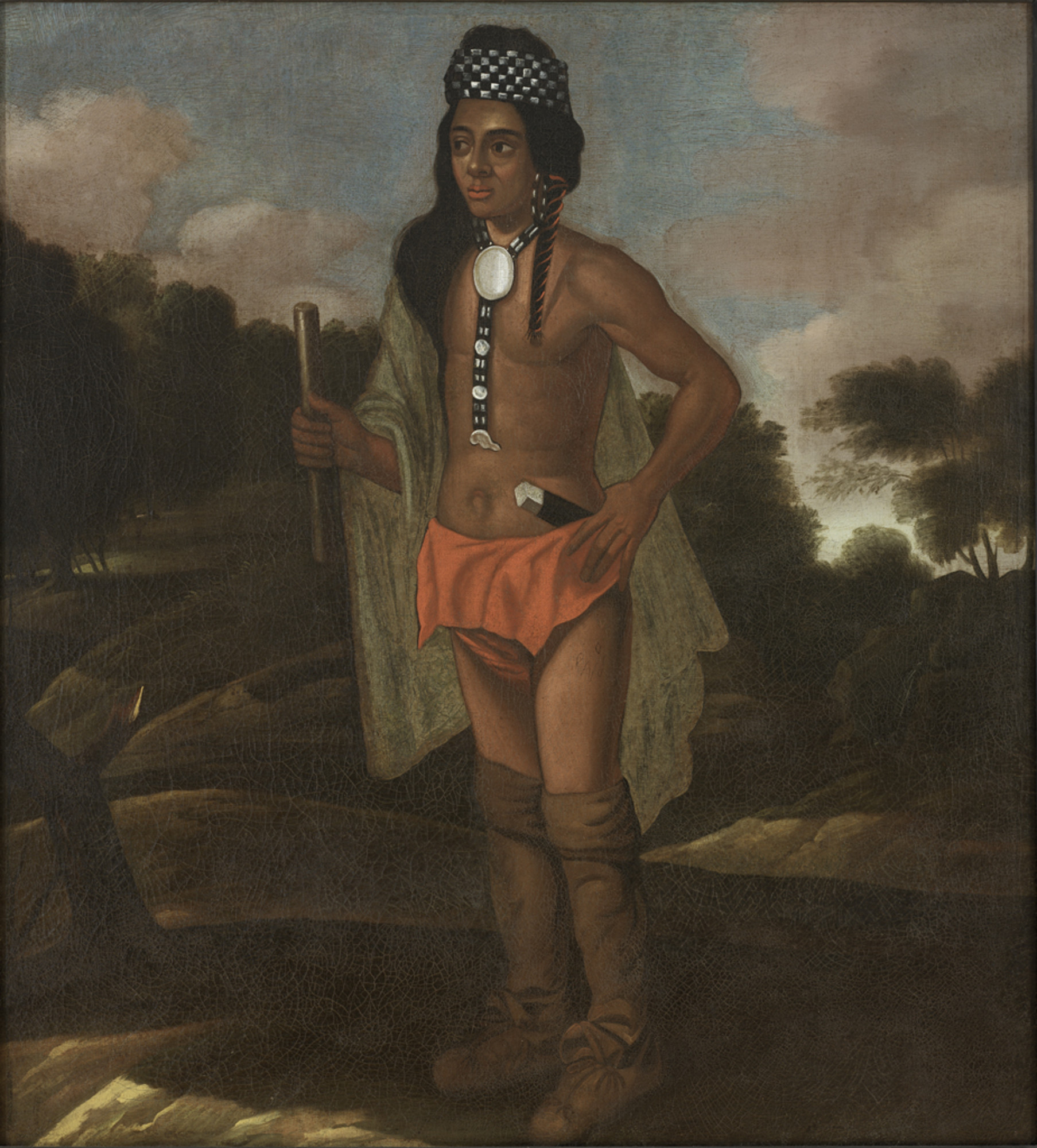
Toto je jediné autentické zobrazení novoanglického Indiána ze 17. století. Jde o portrét Ninigreta II., náčelníka východních Niantiků z roku 1681. Byl to syn Miantonomova současníka a jistou dobu zřejmě i "podřízeného" sachema Ninigreta. Je pravděpodobné, že Miantonomo mohl vypadat podobně. Rhode Island School of Design Museum

## Osobnost náčelníka
Miantonomovo datum narození není známo, ale pravděpodobně se tak stalo okolo roku 1600. O jeho rodičích a výchově se prakticky nic neví, známe jen jméno jeho otce, jímž byl jistý Mascus. O některých aspektech života narragansettských náčelníků (sachemů) nám zachoval své cenné svědectví Roger Williams, zřejmě největší dobový znalec těchto Indiánů. Podle něj patřili členové vládnoucího rodu mezi relativně bohatou vrstvu: „Náčelníkův dům se velmi odlišuje od jiných - je větší a luxusněji a kvalitněji zařízen.“ Obyčejní lidé „se podřizují nejvyšším sachemům, jimž nosí dary a kromě toho mají také zvláštní ochránce, nižší sachemy, kterým rovněž dávají dary. Když pak utrpí nějakou škodu ... tito je pomstí (...) Obvyklým trestem vykonávaným sachem je buď bití nebo mrskání, či trest smrti jeho vlastní rukou, čemuž se obvykle v tichosti podvolí. I když někdy vyšle sachem tajného popravčího, jednoho ze svých významných náčelníků, utnout (odsouzenému) hlavu..., pokud existuje obava ze vzpoury při veřejné popravě.“ Sachemům z jejich postavení nicméně neplynuly jen výhody, spíše naopak. Být sachemem představovalo mít spoustu povinností. Museli se starat o sirotky, staré bezprizorní lidi, organizovat obranu kmene či vesnice, rozdávat dary za účelem udržení svého vlivu či získávání nových stoupenců atd. „Nemohou donutit své lidi, aby se řídili tím, vůči čemu mají averzi a tím co nejde zařídit jemným přesvědčováním.“ "Pokud by se náčelníci tímto pravidlem neřídili, mohlo se stát, že, je jejich lidé opustí kvůli znechucení (z jejich činů) a špatnému zacházení a jdou žít k jiným sachemům, kteří je mohou chránit…“ Je pravděpodobné, že Miantonomo disponoval takovými vlastnostmi, jež mu zajišťovaly značný vliv. Zdá se však, že Miantonomo nemohl podniknout žádnou akci bez souhlasu svého strýce Canonicuse. Canonicus se v pramenech neobjevuje tak často jako jeho synovec, ale jeho moc byla značná. Byl zřejmě výrazně starší (asi o 30 let) a konzervativnější. Je možno říci, že on se staral především o vnitřní záležitosti, zatímco Miantonomo často cestoval, jednal, vedl bojovníky do válek, zkrátka byl aktivnější v „zahraničních“ záležitostech. Williams označil Miantonoma Canonicusovým „maršálem a katem“, z hlediska domorodců šlo o velkého válečného sachema.
Co se týče charakterových vlastností, jsme nuceni spoléhat na dobové anglické autory. Ti označovali Miantonoma jako „ambiciózního a chytrého“ či jako „velmi přísného muže, velké postavy, kruté povahy.“ Je ironií, že i jeho dlouholetý anglický „přítel“ Roger Williams ho v jednom dopise charakterizoval jako „pyšného, zlostného a chamtivého, nepoctivého a plného nenávisti.“ Další zprávy hovoří, že byl „velmi dobře stavěný, vysoký, bystrý, mazaný ... a zároveň nadutý.“ Ač jeho popsané charakterové vlastnosti mají spíše negativní konotaci, lze je interpretovat naopak pozitivně. Naznačují jeho nezávislost, jeho snahu nepodřizovat se kolonistům, jeho schopnost být přinejmenším rovnocenným partnerem v jednáních. Jde z nich rozpoznat respekt, jehož u Angličanů požíval.

## Počáteční kontakty
Miantonomo se v pramenech poprvé objevuje v roce 1632, kdy již velmi pravděpodobně zastával funkci velkého sachema (náčelníka) Narragansettů po boku svého podstatně staršího strýce Canonicuse. Dá se usuzovat, že náčelnický post získal teprve nedlouho před tímto datem. V tomto roce navštívil v doprovodu svých mužů Boston – hlavní město nedávno založené puritánské kolonie Massachusetts. Během návštěvy došlo k incidentu, při němž se tři domorodci z náčelníkovy suity v době, kdy zbytek navštívil mši, „vloupali“ do jednoho z anglických domů. Na žádost guvernéra je pak Miantonomo nechal zbičovat a vyhnat z města. Nicméně přesto se podařilo mezi Narragansetty a massachusettskými puritány navázat mírové vztahy. Dalších několik let chybí o Miantonomovi zmínky a jeho jméno se vynořuje až v roce 1636 v souvislosti s příchodem Rogera Williamse a s počínající pequotskou válkou.

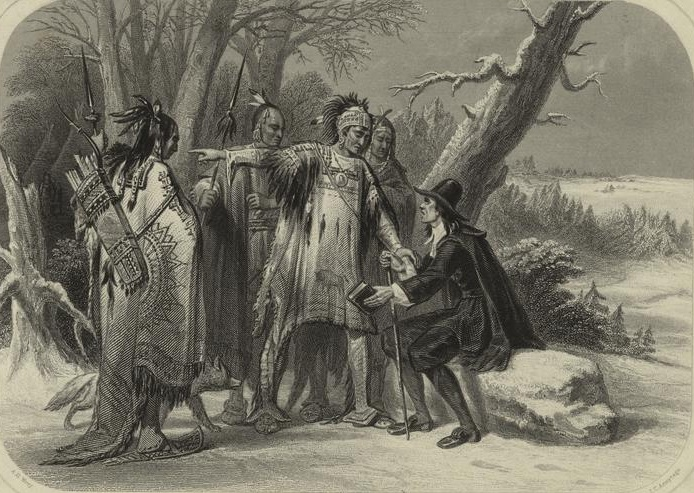
Roger Williams v rozhovoru s Indiány kmene Narragansett, představa z 19. století

## Miantonomo a Roger Williams
V lednu 1636 se v blízkosti zálivu Narragansett usadil nekonformní duchovní Roger Williams, jehož vyhnali puritáni z Massachusetts. Williams byl mimo jiné studentem, ochráncem a v jistých aspektech i obdivovatelem domorodé kultury. Ostatně jeho obrana práv Indiánů měla určitý vliv na jeho vyhoštění z puritánské kolonie. Území u řeky Seeconk, kde Williams a hrstka jeho stoupenců založili osadu Providence základ kolonie Rhode Island, dostal výměnou za dary od sachemů Canonicuse a Miantonoma a wampanoažského náčelníka Massasoita. Indiáni vyhnancům odstoupili půdu jako stvrzení přátelství a rovněž očekávali prospěch z blízkosti žádoucích obchodních partnerů. Instituce darů byla v domorodé společnosti nesmírně důležitá. Narragansettové ochotně poskytli Williamsovi a jeho druhům pomoc, když viděli, že jsou v nouzi. Považovali však za samozřejmost, že jim tuto jejich pohostinnost bude Williams oplácet dary a službami, až se jeho situace zlepší, což se také stalo. S Narragansetty, především pak s Miantonomem udržoval od začátku přátelské vztahy a docházelo mezi nimi k častým návštěvám. Později se zmínil, že je (tj. hlavně Miantonoma a jeho doprovod, neboť Canonicus příliš necestoval) mnohokrát ubytoval ve svém domě, půjčoval jim lodě atd. Williams se často účastnil kmenových porad a snažil se dělat domorodcům rádce a tlumočníka ve vztazích k Angličanům a okolním indiánským kmenům.

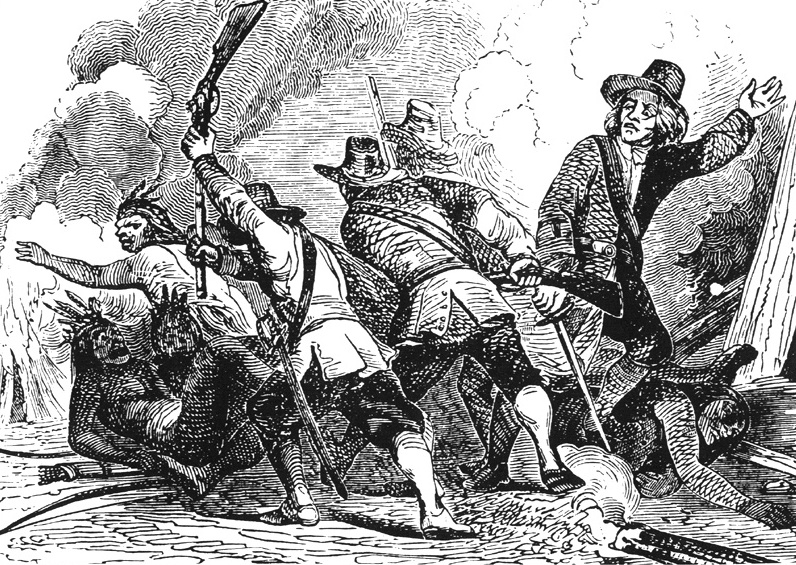
Výjev z pequotské války, rytina z 19. století

## Miantonomo apequotská válka
V roce 1636 došlo k vypuknutí konfliktu mezi Pequoty a Angličany. Pequotové byli bojovným kmenem usazeným v oblasti dnešního státu Connecticut. Jejich vztahy s Narragansetty byly dlouhodobě napjaté a v minulosti spolu několikrát tyto kmeny válčily. V roce 1634 se pokusili s Angličany uzavřít spojenectví. Vyjednali s nimi obchodní smlouvu, pozvali je dokonce založit kolonii v údolí řeky Connecticut, ale situace se postupně zcela zvrtla. Při jednáních evidentně chyběl kvalitní překladatel a Pequotové podle kolonistů dohodu neplnili. Navíc došlo k několika incidentům na hranicích, za které puritáni obvinili Pequoty a zareagovali na ně tak ostře, že Pequotové byli nuceni sáhnout k odvetným opatřením. V létě 1636 tak začala tzv. pequotská válka. Situace Pequotů byla zlá. Mnoho spojeneckých skupin od nich nedávno odpadlo, vztahy s Nizozemci, kteří měli obchodní stanici v údolí řeky Connecticut i Narragansetty byly špatné. Pequotové pochopili v té době jednu věc. Pokud chtějí domorodci uspět ve  vojenském či mocenském boji s nově příchozími Evropany, musí zapomenout na stará nepřátelství. Obrátili se tedy tam, kde cítili největší indiánskou sílu. Požádali své tradiční nepřátele Narragansetty o setkání. Ti souhlasili. V září 1636 proběhla jednání, kterých se samozřejmě zúčastnil i Miantonomo. Pequotové apelovali na to, že Angličané představují hrozbu pro všechny Indiány a proto je třeba se sjednotit. Narragansettové však tento názor nesdíleli a pequotské spojenectví odmítli. Důvodů, proč tak učinili, bylo několik. Zaprvé ještě na vlastní kůži nepocítili negativa evropské kolonizace (nebo netušili, že pochází od Evropanů - epidemie), zadruhé Pequotové byli tradiční nepřátelé a jejich oslabení považovali za příležitost pro sebe. Významnou roli sehrála i osoba Rogera Williamse, který se jednání účastnil a nabádal narragansettské sachemy pequotský plán odmítnout. Ani Angličané nelenili a vyslali k Narragansettům své poselstvo. Přestože delegaci přijali přátelsky, vyjadřovali se Narragansettové velmi opatrně a zjevně zatím neměli v úmyslu přidat se na stranu Angličanů. Sám Miantonomo byl pro vyčkávací taktiku. Ve své řeči vyzdvihl sílu obou znepřátelených stran: „Ačkoli je Angličanů ve srovnání s mými lidmi málo, nevyznají se v lesích a bažinách ... mají výhodu díky svým zbraním, zvláště puškám, z nichž mají mí lidé hrůzu. Navíc jsem slyšel, že pocházejí z mnohem početnějšího národa, daleko převyšujícího svým počtem všechny Indiány.“ Pequoty pak označil za kruté a schopné válečníky, podstatně bojovnější než Narragansetty. Proto radil „zachovat přátelství s oběma“. Situace se však brzy změnila. Již v říjnu dorazil Miantonomo do Bostonu a dojednal smlouvu o pasivním angažování Narragansettů na straně Angličanů a začátkem roku 1637 již zcela nepokrytě nabízel služby svého kmene při předpokládané výpravě proti Pequotům. Činil tak prostřednictvím Rogera Williamse, který zůstal v kontaktu s massachusettskými puritány. V květnu 1637 dospěla pequotská válka ke svému rozuzlení. Angličané z nedávno založené kolonie Connecticut vyslali svou výpravu, která válku rozhodla. K Angličanům se přidal Mohegán Uncas s asi 70 muži a posléze i přibližně 400 Narragansettů. Z dochovaných pramenů není zřejmé, zda se výpravy zúčastnil i Miantonomo, ale je to velmi pravděpodobné. Tato skupina, v níž byli Angličané v menšině (jen asi 90 mužů), pronikla na území Pequotů a v bitvě na řece Mystic 26. května 1637 rozhodla o osudu války. Podařilo se jim zcela zdecimovat osazenstvo pequotské palisádové pevnosti a zastrašit zbývající členy kmene tak, že nebyli schopni žádné efektivní akce. Bitva ukázala Indiánům bezohlednost a krutost, kterou jsou schopni kolonisté. Angličané nejevili nejmenší rozpaky zabíjet ženy a děti, což údajně šokovalo jejich indiánské spojence. Kmen Pequotů tímto přestal fungovat jako reálná síla a většinu jeho členů si mezi sebe rozdělili Angličané, Mohegáni a Narragansetti. Tečkou za „pequotskou problematikou“ měla být konference konaná v září 1638 v Hartfordu. Šlo o největší mezirasové setkání, jehož byla do té doby Nová Anglie svědkem. Zúčastnili se ho Angličané z Connecticutu, Mohegáni a Narragansettové. Jenom posledně jmenovaných dorazilo do connecticutského města více než 150. S Narragansetty cestoval do Hartfordu i Roger Williams, neboť k němu měli velkou důvěru. O cestě tam napsal: „Cestou jsme potkávali mnoho Narragansettů, kteří si stěžovali na loupeže a násilnosti, jež si vytrpěli od Pequotů a Mohegánů … a dostali jsme také informace, že (Pequotové a Mohegáni) jsou ukryti na cestě, chtějí zabránit Miantonomovi v cestě do Connecticutu a mnozí hrozí, že ho uvaří v kotli … Miantonomo a jeho rada nechávali každou noc rozmístit hlídky a na nebezpečných místech se postavila stráž okolo sachemů, Miantonoma a jeho ženy, okolo mě a mé společnosti však vždy nejdříve. Na každé straně cesty šlo čtyřicet nebo padesát mužů, aby zabránili překvapivému útoku.“ Nevraživost mezi nedávno ještě spojeneckými indiánskými skupinami byla zcela zřejmá. Narragansettům se nicméně podařilo dorazit bez problémů. Došlo k obtížným jednáním, při nichž se Angličané pokoušeli mírnit antipatii mezi Mohegány a Narragansetty do značné míry personifikovanou jejich náčelníky. Dokonce přiměli Uncase a Miantonoma, aby si potřásli rukama. Miantonomo navíc pozval mohegánského sachema na večeři, ale ten přes naléhání Angličanů odmítl. Dohoda z Hartfordu, kterou Angličané, Mohegáni a Narragansettové uzavřeli, řešila především problém Pequotů, ale rovněž konstatovala, že tímto mají být problémy mezi Mohegány a Narragansetty vyřešeny. Pokud by v budoucnu mezi nimi došlo ke sporům, měly být řešeny výhradně prostřednictvím Angličanů.

## Miantonomo, Uncas a puritáni
Koncem roku 1638 pronikli Mohegáni při hledání pequotských uprchlíků do lovišť Narragansettů a od toho okamžiku se táhla série incidentů a vzájemných obvinění, která vyvrcholila v roce 1643. Narragansetty tato událost velmi pobouřila, neboť Mohegáni se pohybovali téměř na jejich území. Uncas chtěl spor vyřešit po svém. Vyzval Miantonoma k souboji muže proti muži, ale byl odmítnut. Narragansetti si již od roku 1637 stěžovali na Uncase a obviňovali ho, vcelku oprávněně, z oportunismu a falešnosti. Hlavním důvodem napjatého vztahu byl problém přeživších Pequotů. Ačkoli si podle Hartfordské smlouvy měla obě etnika rozdělit zbylé Pequoty rovným dílem, Uncas jich naprostou většinu shromáždil v rámci svého kmene. Narragansettové těžce nesli, že od nich mnozí Pequotové během let 1637-38 odešli k Mohegánům. Až do zmiňované smlouvy a částečně i po ní Narragansettové využívali vylidněnou zemi Pequotů jako lovecké teritorium. Jejich muži však byli několikrát napadeni Mohegány, což vztahy ještě zostřilo. Narragansettové se kromě toho cítili oklamáni a podvedeni Angličany. Již v srpnu 1637 si Canonicus stěžoval, že kolonisté nesplnili sliby, které dali Narragansettům, když uzavírali v říjnu 1636 alianci. Je evidentní, že Narragansetti byli s výsledky pequotské války nespokojeni a tato nespokojenost se musela promítnout do etnických vztahů v oblasti jižní Nové Anglie. Zcela jinak na tom byli Mohegáni. Uncas se ukázal dokonalým oportunistou a tato politika se mu vyplácela. Necelé dva roky po válce podstoupil Connecticutu většinu svého území, čímž jasně demonstroval svou věrnost Angličanům. Právě díky ochranné ruce, jíž nad ním držel Connecticut, mohl uskutečnit mnoho ze svých mocenských záměrů. Naopak Narragansettové začali ztrácet podporu nejpočetnější novoanglické kolonie Massachusetts. Hlavním důvodem bylo šíření různých zvěstí o chystaném indiánském spiknutí. V jeho čele měl stanout Miantonomo. Plymouthský guvernér Bradford napsal massachusettskému guvernérovi Johnu Winthropovi dopis, v němž mu referoval o tom, že se Narragansetti pokoušejí najmout Mohawky, aby jim pomohli v připravované válce s Angličany. 

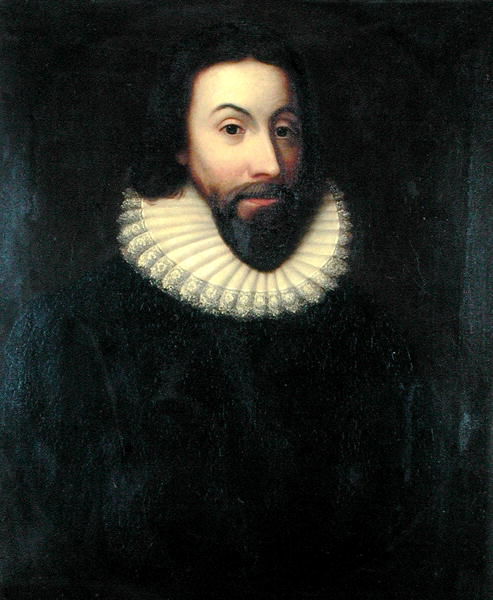
Portrét Johna Winthropa dlouholetého guvernéra kolonie Massachusetts. Ten se s Miantonomem několikrát setkal

Mohawkové byli obávanými válečníky, členy irokézské ligy a v Nové Anglii měli pověst jakýchsi lidožroutských démonů. Narragansettové byli zřejmě jediným novoanglickým etnikem, jež mělo s Mohavky dlouhodobě bezkonfliktní vztah, který byl založen na oboustranně výhodném obchodním partnerství. Narragansettové dodávali tomuto irokézskému kmeni ceněné wampumy, ti je zase zásobovali kožešinami. Puritáni brali podezření zcela vážně a podnikli opatření pro zvýšení bezpečnosti. Odzbrojili některé sousední Indiány a poslali také vyslance k Narragansettům. Jejich sachemové však nařčení důrazně popřeli a slíbili, že se dostaví do Bostonu. V listopadu 1640 dorazil Miantonomo do hlavního města Massachusetts. Během setkání však došlo k několika nepříjemnostem, které spíše napomohly zhoršení vzájemných vztahů. Narragansettský náčelník rezolutně odmítl s puritány jednat prostřednictvím pequotského překladatele, jednoho ze zajatců, které si Angličané ponechali. Guvernér John Winthrop tvrdil, že se Miantonomo choval velmi nabubřele a hrubě a nakonec „mu nebylo dovoleno povečeřet u našeho stolu, jako dříve…“ Přesto jednání proběhlo a Miantonomo alespoň potvrdil platnost předchozí dohody (z října 1636) a navíc slíbil, že se zasadí o uhrazení veškerých škod, které kolonistům vzniknou na domácím zvířectvu v důsledku používání pastí jeho lidmi na území Massachusetts.

## Vnitřní problémy
Kromě zhoršujících se vztahů s Massachusetts ohrožovaly Narragansetty i vnitřní problémy. Tento kmen, který v předchozích letech vystupoval poměrně jednotně, se začal štěpit na frakce, tvořené skupinami, jež se rozhodly vést vlastní politiku. Téměř nezávisle na Narragansettech jednal od konce 30. let Ninigret, náčelník Východních Niantiků, a Miantonomovi ani Canonicusovi se nepodařilo přivézt ho k „poslušnosti“. Potíže vyvstaly i na severu jejich území. Začátkem 40. let začaly skupiny Shawometů a Pawtuxetů, dřívějších „poddaných“ Narragansettů, praktikovat nezávislou politiku. Vrcholem snažení těchto etnik bylo, že v červnu roku 1643 převedli jejich sachemové Pomham (Pumham) a Sacononco bez souhlasu Miantonoma svá území pod jurisdikci Massachusetts.

## Náhled na Evropany
Narragansettové měli ke kolonistům vždy ambivalentní postoj. Zpočátku však převažovaly kladné aspekty vzájemného kontaktu. Angličané případně Nizozemci byli atraktivními obchodními partnery, od nichž se dalo výhodně získat „magické“ zboží. Narragansettové obdivovali jejich technickou vyspělost. Kromě schopností zpracovávat kovy a vyrábět „kouzelné“ zbraně a zajímavé oblečení je fascinovalo především písmo a knihy. Dále si všimli, že Evropané jsou vůči nemocem, které domorodce kosí ve velkém daleko odolnější. Nenapadlo je, že Evropané jsou ti, kteří do jejich země tyto nemoci zavlekli. Ze všech těchto věcí vyvozovali mj. to, že evropský (anglický) bůh je mocnější než bohové jejich panteonu. Toto byl také důvod, který mohl Indiány přimět k uvažování o přestupu na křesťanství. Roger Williams se někdy v této době zúčastnil kmenové porady, během níž došlo k zajímavému rozhovoru: „Indián Quiníhticut řekl sachemovi Miantonomovi: "…věřím, že naše duše … jak nám to říkali naši otcové, jdou na jihozápad." Sachem odpověděl: "Jak můžeš ty sám vědět, že duše jdou na jihozápad? Viděl jsi tam někdy duši jít?" Domorodec odpověděl: "A kdy on (Roger Williams) viděl odcházet duše do Nebe či Pekla?" Sachem znovu odpověděl: "On má knihy a písmo a z toho jednu, kterou napsal sám Bůh … a proto v tomto ohledu může vědět víc než my, kteří nemáme ani jednu a ve všem musíme věřit našim otcům." Mnozí Indiáni včetně Miantonoma uvažovali o převzetí technických a kulturních vymožeností Evropanů. Některé slabší skupiny (Massachusetti) také velmi záhy složili jakousi vazalskou přísahu puritánům, čímž se podřídily jurisdikcím kolonií a staly se živnou půdou pro jejich misijní aktivitu. U Narragansettů však postupně převládl negativní náhled na nově příchozí. Uvědomili si, že kolonisté se nespokojí s tím, že Indiánům předají své znalosti či zkušenosti a svébytnost jejich kultury budou nadále respektovat.

## Příprava povstání

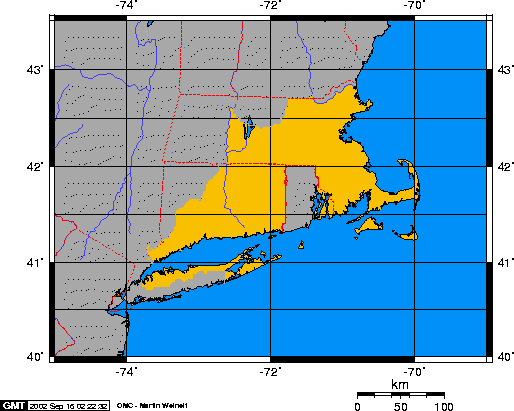
Spojené kolonie Nové Anglie neboli Novoanglická konfederace je vyznačena žlutě

V roce 1642 se opět rozšířily zvěsti o připravovaném indiánském spiknutí. V čele měli znovu stát Narragansettové, kteří údajně přesvědčovali různá domorodá etnika, aby se přidala na jejich stranu. Cílem sjednoceného indiánského útoku se měli stát všichni angličtí (a možná dokonce všichni evropští) kolonisté. Informace o tom poslali v září 1642 z Connecticutu do Bostonu i s návrhem na preventivní vojenská opatření. Connecticutští činitelé získali tyto informace od Uncase a Montauckého sachema Waiandanceho. K čemu došlo? Miantonomo navštívil v roce 1641 kmen Montauků na Long Islandu a snažil se je přesvědčit, aby přestali platit tribut (wampumy) Angličanům. Při další návštěvě asi o rok později vyzval Montauky, aby se přidali k připravovanému panindiánskému hnutí, jehož cílem bylo vypuzení Evropanů ze země. Tento apel doprovodil následující řečí: „…a tak musíme být jednotní, jako jsou oni (Angličané), jinak všichni brzy zahyneme. Víte, že naši otcové měli množství jelenů a kožešin, naše země byla plná jelenů a krocanů a naše zátočiny oplývaly rybami a ptactvem. Ale když naší zemi získali Angličané, začali svými kosami kosit trávu a svými sekerami kácet stromy; jejich krávy a koně požírají trávu a jejich prasata ničí naše plže žijící na mělčinách a my budeme hladovět … a proto jsme se my všichni sachemové od východu po západ včetně Minků a Mohavků … v jeden smluvený den rozhodli všechny je napadnout … a zabijeme muže, ženy a děti, ale ne krávy, protože ty nám poslouží jako jídlo, dokud počty našich jelenů opět nevzrostou.“ Puritáni vzali varování jako obvykle naprosto vážně a ihned po obdržení těchto informací nakrátko uvěznili massachusettského sachema Cutshamequina, přestože jim byl zatím vždy věrný. Po několika dnech panika opadla a massachusettští se rozhodli nepodnikat žádné válečné akce, navzdory návrhům connecticutských. Massachusettští konstatovali, že vše mohl být výmysl vzešlý z nepřátelského vztahu mezi Uncasem a Miantonomem, „kteří se neustále snaží jeden druhého u Angličanů zdiskreditovat.“ Pro jistotu vyslali posly k Narragansettům, aby jim tyto informace předali a žádali po Miantonomovi vysvětlení (obhajobu). Miantonomo zvěsti údajně velmi racionálně vyvrátil a slíbil, že se znovu dostaví do Bostonu. Během krátké doby dorazil s několikačlenným doprovodem do Massachusetts, kde došlo k jednání mezi ním a zástupci kolonistů. Vše probíhalo ve velmi korektní, ale nikterak vřelé atmosféře. Miantonomův postoj však Angličany zjevně uspokojil a utvrdil je v přesvědčení, že zvěsti byly pravděpodobně pomluvami, které rozšířili Indiáni nepřátelští vůči Narragansettům. Napětí v oblasti však bylo více než zřejmé a proto se Angličané rozhodli podniknout kroky pro zvýšení své bezpečnosti. Puritánské kolonie zvažovaly možnost vytvoření nějakého společného orgánu přibližně od roku 1637. Nejdůležitější jednání proběhla v letech 1642-43. K rozhovorům nebyla přizvána kolonie „odpadlíků-heretiků“ – Rhode Island. Na jaře 1643 podepsali zástupci kolonií Massachusetts, Connecticutu, New Havenu a Plymouthu závěrečnou podobu dokumentu nazvaného Články Konfederace. Všechny čtyři kolonie tímto podřizovaly svou zahraniční politiku, tedy i eventuální rozhodnutí o zahájení války, společnému postupu. Výkonným orgánem Spojených kolonií se stalo osm komisařů, po dvou z každé kolonie, kteří se měli scházet (obvykle) jednou do roka. Hlavním důvodem vytvoření Spojených kolonií Nové Anglie, jak se tento útvar začal nazývat, byla snaha společně čelit skutečné či potenciální indiánská hrozbě.

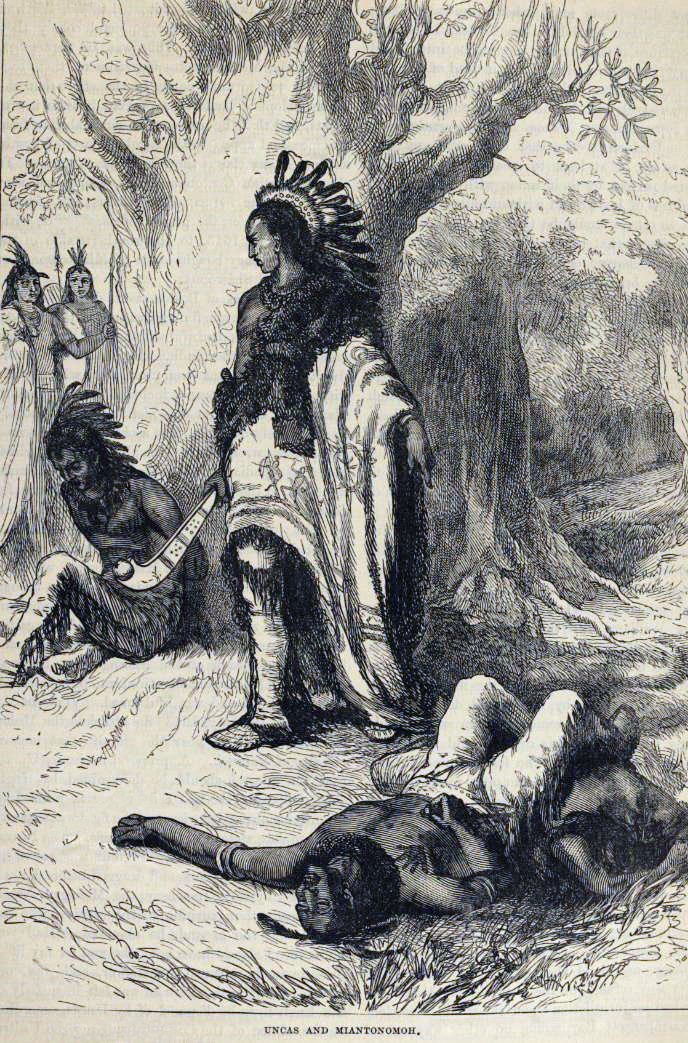
Smrt Miantonoma na rytině z 19. století

## Miantonomova smrt
Prvním případem, kterým se museli zástupci Spojených kolonií zabývat, byla „kauza Miantonomo“. V té době totiž vyvrcholil spor mezi Narragansetty a Mohegány, který probíhal již několik let. Miantonomo si v roce 1643 údajně najal vraha, bývalého Pequota, aby Uncase zabil. Ten však mohegánského sachema pouze zranil, krátce nato byl odhalen a utekl k Narragansettům. Uncas si stěžoval Angličanům do Bostonu, kteří Miantonoma požádali, aby se i s předpokládaným vrahem dostavil a záležitost vysvětlil. Miantonomo přišel do hlavního města Massachusetts, avšak veškerá Uncasova nařčení popřel. Puritáni ho nechali odejít, ale jejich podezření vůči němu se výrazně zvýšilo, když Miantonomo onoho Pequota cestou zpět zabil. Zdá se, že již dříve se Miantonomo pokoušel zabít Uncase, ale ani jeden pokus se nezdařil. Kromě tohoto pequotského nájemného vraha, který na Uncase zaútočil v noci lukem a šípy, se prý snažil mohegánského náčelníka otrávit a dokonce zneškodnit pomocí jakési indiánské obdoby voodoo. Nic se však nezdařilo.
V červenci 1643 napadli Mohegáni jistou skupinu connecticutských Indiánů, která byla pod ochranou Narragansettů, a zabili sedm nebo osm jeho mužů. Miantonomo okamžitě poslal stížnost do Hartfordu a poté se dotázal v Bostonu, zda nebudou massachusettští představitelé nic namítat, když vstoupí s Mohegány do války. Winthrop mu v této záležitosti nechal volnou ruku. To bylo pro Narragansetty důležité, neboť si mysleli, že nejednají proti vůli Angličanů. Miantonomo shromáždil přibližně 1000 bojovníků a v srpnu 1643 napadl území Mohegánů. Uncas se podle pozdějších svědectví sešel s Miantonomem před bitvou a znovu mu nabídl, že spor vyřeší soubojem muž proti muži. Zjevně šlo o klamný manévr. Miantonomo návrh odmítl, načež dal Uncas okamžitě povel k útoku. Ačkoli bylo Mohegánů jen asi 300-400 jejich zteč způsobila překvapení a chaos mezi Narragansetty. Došlo ke krátkému boji. Mohegáni obrátili Narragansetty na útěk, přičemž jim způsobili značné ztráty (cca 30 mrtvých, mnoho zajatých a zraněných). Uncasovým válečníkům se při pronásledování nepřítele podařilo zajmout Miantonoma, který měl sníženou pohyblivost kvůli brnění vypůjčeného od Angličana Johna Wickese. Narragansettský sachem nejprve odmítal s Uncasem komunikovat, ačkoli ten mu před očima zabil několik zajatých soukmenovců. Nakonec se pokusil zapojit Uncase do své velké protievropské aliance. Jako stvrzení spojenectví mu nabídl, že si vezme jeho dceru a tím propojí obě etnika. Uncas však nahlížel na celou věc jinak. V přistoupení na Miantonomův návrh neviděl žádné výhody. Výsledek protievropského indiánského hnutí považoval za velmi nejistý, pro Mohegány v něm nespatřoval žádný prospěch a navíc Miantonomovi nevěřil. Proč by také věřil někomu, kdo se ho pokoušel zabít a napadl jeho kmen velkou útočnou silou. Osvobození narragansettského náčelníka se pokusili zařídit i někteří rhodeislandští osadníci, kteří napsali Uncasovi dopis, kde ho jménem guvernéra Massachusetts žádali, aby Miantonoma propustil. Sami Narragansetti v rychlosti shromáždili množství wampumů, za něž chtěli náčelníka vykoupit. Uncas se ale rozhodl jinak. Chtěl postupovat v intencích hartfordské smlouvy. Věděl, že i pro Angličany je tato událost důležitá a vydal Miantonoma kolonistům do Hartfordu.
V Bostonu právě probíhalo první zasedání komisařů Spojených kolonií, když sem z Connecticutu došla zpráva o zmíněných událostech. „Případ Miantonomo“ přišel okamžitě na pořad jednání. Komisaři se po dlouhém rozvažování, kdy požádali o radu i pět „starších“, rozhodli vydat Miantonoma Uncasovi, jenž ho měl zabít, až bude z dosahu koloniální jurisdikce. Jako oficiální důvod uvedli, že Uncas nebude v bezpečí, dokud tento narragansettský sachem žije, a také to, že Miantonomo porušil Hartfordskou smlouvu. Uncas se zachoval, jak mu bylo doporučeno a odvedl Miantonoma na své území. Tam mu Wawequa, bratr mohegánského sachema, zezadu rozpoltil tomahavkem hlavu (září 1643, přesné datum není známo).

## Následné události
Narragansettové byli smrtí svého náčelníka velmi pobouřeni a prahli po odplatě vůči Mohegánům. Jejich zlost byla o to větší, že podle nich za jeho propuštění zaplatili velkou sumu wampumů, což však Mohegáni popřeli. Uvědomili si však, že dříve praktikovaným způsobem se tento problém řešit nedá. Proto se nejprve snažili svou pozici zajistit diplomaticky. V říjnu 1643 a v únoru 1644 poslali do Bostonu vyslance s dary a se žádostí o ponechání volné ruky při pomstě smrti svého sachema. Massachusettští dary i žádost odmítli a sdělili vyslancům, že mají zájem na tom, aby vztahy mezi všemi novoanglickými etniky byly mírové. Narragansetti to zkusili jinak. Na jaře 1644 podřídili na radu místních osadníků své území přímo pod jurisdikci anglického krále Karla I. (!). Ačkoli šlo z dlouhodobého hlediska o prázdné gesto, udělalo na puritány náležitý dojem a kolonisté byli nějakou dobu zaskočeni. V červnu 1644 začali narragansettští bojovníci přes protesty Angličanů napadat Mohegány a ačkoli postupně vyzněl konflikt do ztracena, zůstaly oba kmeny nesmiřitelnými nepřáteli. Miantonomo se svou smrtí stal pro Narragansetty jakousi ikonou a v jejich ústní tradici byl oslavován jako jeden z nejhrdinštějších sachemů. Místo jeho smrti (Norwich, Connecticut) bylo dlouho narragansettskými i mohegánskými bojovníky bráno jako poutní místo, přičemž sem každý bojovník, který tudy procházel, uložil kámen - Narragnsettové na důkaz smutku, Mohegáni na důkaz vítězství.

## Existovalo skutečně rozsáhlé indiánské spiknutí?
Názory na to zda a v jakém rozsahu Miantonomo plánoval povstání vůči kolonistům se různí. Z jistých indicií je však možno usuzovat, že mohl existovat rozsáhlý plán panindiánské vzpoury. V letech 1642–1644 došlo prakticky ve všech atlantických koloniích všech koloniálních evropských států ke konfliktu s Indiány, či alespoň konflikt hrozil. V roce 1643 byli Nizozemci tak vystrašeni zvěstmi o indiánském útoku, že sami preventivně napadli Indiány z kmenového svazu Wapingerů a dokonce požádali o pomoc Angličany z Connecticutu. Došlo k velmi krvavé válce, která trvala dva roky a stála obě strany mnoho stovek mrtvých (Kieftova válka). V Marylandu došlo také k šarvátkám mezi katolickými Angličany a Susquehannoky (Minquas). Dokonce i malá švédská kolonie v zálivu Delaware (Nové Švédsko) se ocitla v nebezpečí a odehrálo se zde několik potyček iniciovaných místními Delawary (Lenapové). Na jihu pak musela v roce 1644 nejstarší anglická kolonie Virginie čelit velkému útoku kmenového svazu Powhatanů, při němž zemřelo přibližně 600 kolonistů (Anglo-powhatanské války). Je otázkou, jak velkou roli hrál v těchto útocích Miantonomův apel na společný postup vůči Evropanům. Zdá se pravděpodobné, že ke všem těmto indiánským kmenům se část jeho poselství donesla a oni pak začali jednat na vlastní pěst. V Nové Anglii se jeho plány částečně uskutečnily až v roce 1675, kdy proti Angličanům povstalo množství kmenů během tzv. války krále Filipa. V ní bojoval a zemřel jeho syn Canonchet. Není bez zajímavosti, že největší podíl na jeho smrti měli bojovníci Mohegánů a Pequotů, kteří ho zajali.

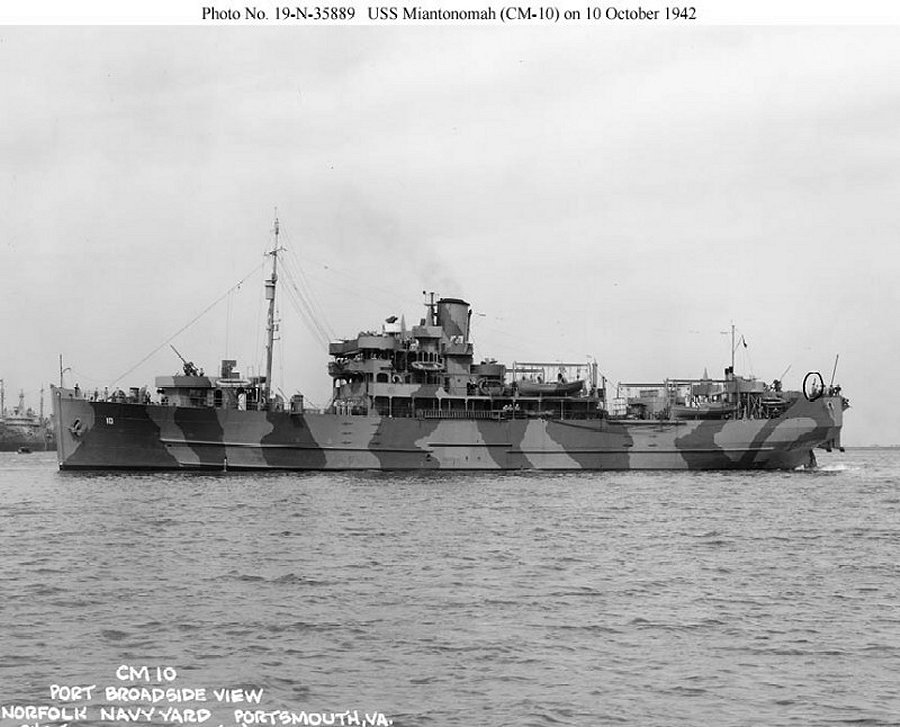
Americká válečná loď z doby 2. světové války nesoucí jméno tohoto narragansettského náčelníka

## Dědictví
Po Minatonomovi byly pojmenovány čtyři lodě amerického válečného námořnictva (2 Miantonomoh, 2 Miantonomah). Má pomník v Sachem's Park (Norwich, Connecticut). V Newportu na Rhode Islandu je Miantonomi Memorial Park.